# Gramasia
Gramasia (en francès Gramazie) és un municipi francès situat al departament de l'Aude i a la regió d'Occitània.